# سوربو سرپیکو
سوربو سرپیکو (به ایتالیایی: Sorbo Serpico) یک کومونه در ایتالیا است که در استان آولینو واقع شده‌است.

## خصوصیات
سوربو سرپیکو ۸٫۰۱ کیلومترمربع مساحت و ۵۶۶ نفر جمعیت دارد و ۵۰۰ متر بالاتر از سطح دریا واقع شده‌است.